# Moutonneau
Moutonneau est une commune française, située dans le département de la Charente (région Nouvelle-Aquitaine). Elle cesse d'exister le 1er janvier 2025 en s'incorporant dans la commune nouvelle d'Aunac-sur-Charente.

## Géographie

### Localisation
Moutonneau est une petite commune du Nord-Charente située entre Mansle et Ruffec, dans la vallée de la Charente.
Moutonneau est à 6 km au nord-ouest de Mansle, 14 km au sud de Ruffec et 29 km au nord d'Angoulême.
La commune fait partie de la zone d'emploi d'Angoulème et au bassin de vie de Mansle-les-Fontaines, et n'est rattachée à aucune aire d'attraction des villes.

### Communes limitrophes
Les communes limitrophes sont  Aunac-sur-Charente (d), Fontenille et Lichères.
|            |            | Aunac-sur-Charente |
| Fontenille | Moutonneau |                    |
|            | Lichères   |                    |

### Géologie et relief
La superficie de la commune est de 4,22 km2 ; son altitude varie de 61  à   119 mètres.
Géologiquement, la commune est dans le calcaire du Jurassique du Bassin aquitain, comme tout le Nord-Charente. Plus particulièrement, le Callovien occupe la surface communale. On trouve aussi le début de l'Oxfordien sur la limite ouest. Des grèzes ou groies du Quaternaire couvrent les combes à l'ouest du bourg. La vallée de la Charente, à l'est, est couverte par des alluvions dont les plus anciennes ont formé une basse terrasse à l'est du bourg compris,,.
Le territoire communal est allongé d'est en ouest. La moitié orientale est comprise dans l'intérieur d'un méandre de la Charente, et le relief descend doucement vers l'est, depuis des bas plateaux creusés d'une combe. Le point culminant de la commune est à une altitude de 119 m, situé sur la limite ouest. Le point le plus bas est à 61 m, situé le long de la Charente en limite sud. Le bourg, situé sur le versant du méandre exposé au sud, est à 75 m d'altitude.

### Hydrographie

#### Réseau hydrographique

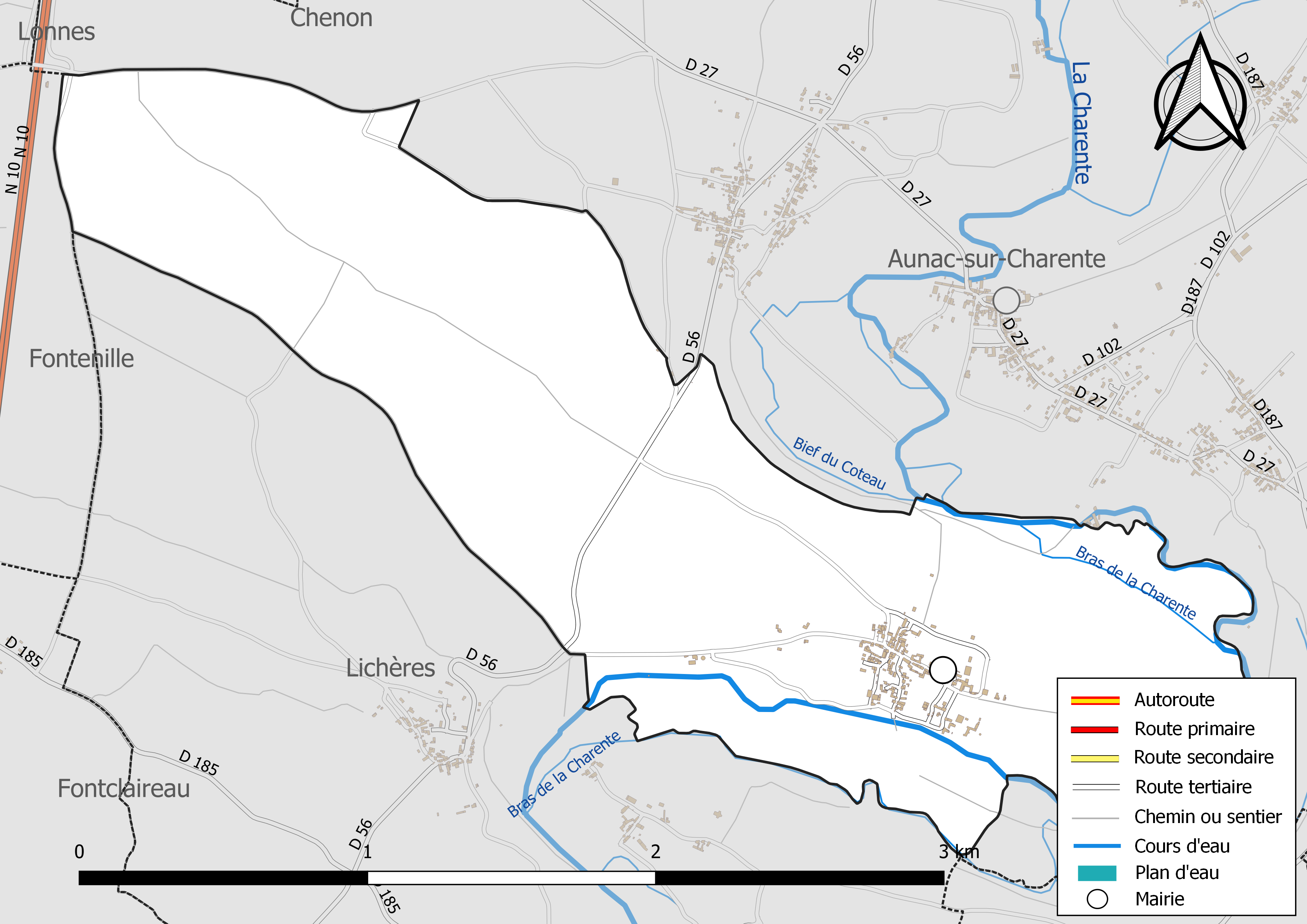
Réseaux hydrographique et routier de Moutonneau.

La commune est située dans le bassin versant de la Charente au sein du Bassin Adour-Garonne.
Elle est limitée par un méandre de la Charente et drainée par le Bief du Coteau, qui constituent un réseau hydrographique de 4 km de longueur totale,.
La Charente borde la commune à l'est, qui est donc sur sa rive droite.
Elle se divise en bras délimitant des îles, comme l'Île de Moutonneau au pied du bourg, ou l'île Orbe et les Chambons au nord.
Au pied du bourg, on trouve aussi deux petites sources : la Font Saint-Vivien et la Font Penelle.

#### Gestion des eaux
Le territoire communal est couvert par le schéma d'aménagement et de gestion des eaux (SAGE) « Charente ». Ce document de planification, dont le territoire correspond au bassin de la Charente, d'une superficie de 9 300 km2, a été approuvé le 19 novembre 2019. La structure porteuse de l'élaboration et de la mise en œuvre est l'établissement public territorial de bassin Charente. Il définit sur son territoire les objectifs généraux d’utilisation, de mise en valeur et de protection quantitative et qualitative des ressources en eau superficielle et souterraine, en respect des objectifs de qualité définis dans le troisième SDAGE  du Bassin Adour-Garonne qui couvre la période 2022-2027, approuvé le 10 mars 2022.

### Climat
Comme dans la plus grande partie du département, le climat est océanique aquitain.

## Urbanisme

### Typologie
Au 1er janvier 2024, Moutonneau est catégorisée commune rurale à habitat dispersé, selon la nouvelle grille communale de densité à 7 niveaux définie par l'Insee en 2022.
Elle est située hors unité urbaine et hors attraction des villes,.

### Occupation des sols

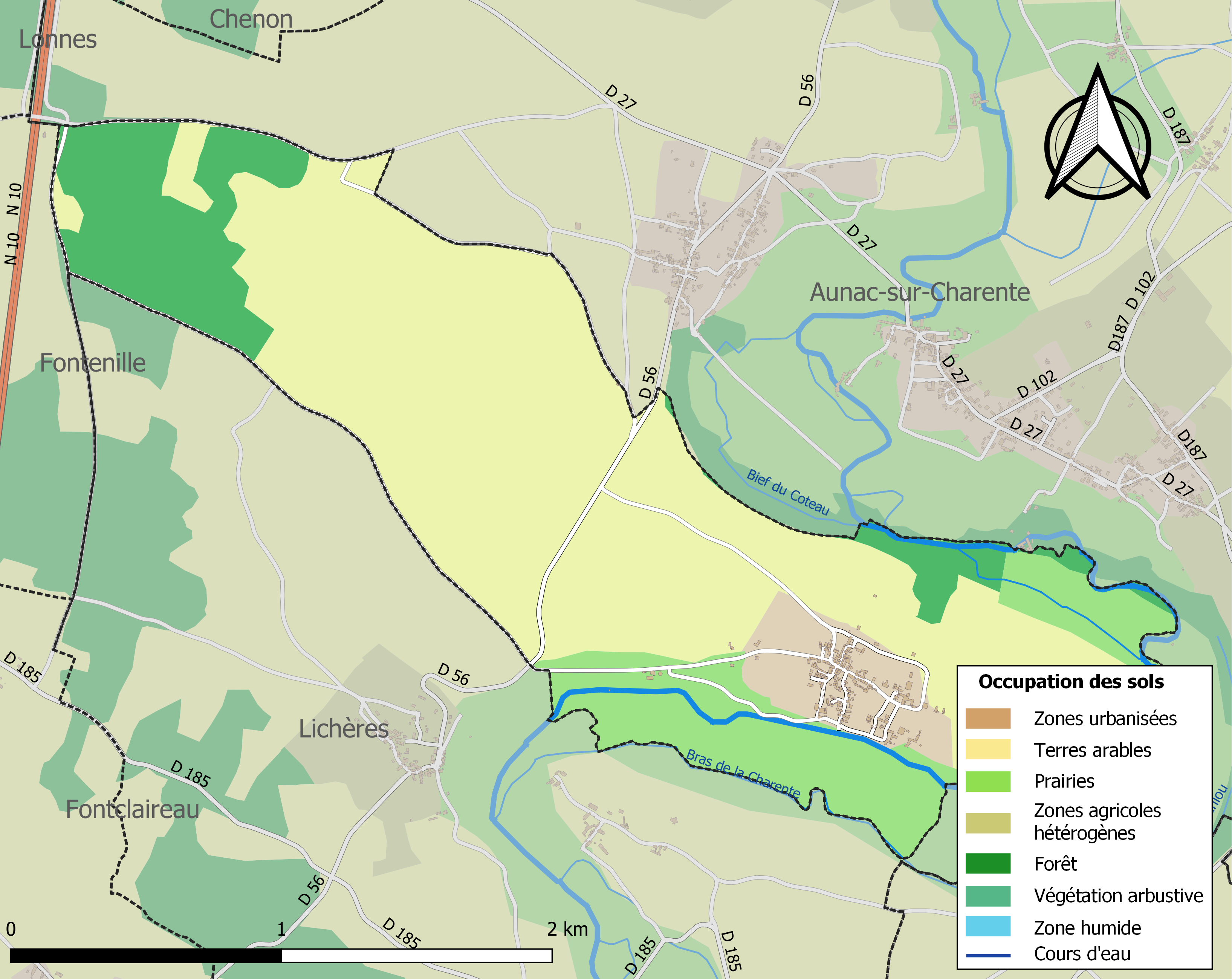
Carte des infrastructures et de l'occupation des sols de la commune en 2018 (CLC).

L'occupation des sols de la commune, telle qu'elle ressort de la base de données européenne d’occupation biophysique des sols Corine Land Cover (CLC), est marquée par l'importance des territoires agricoles (80,7 % en 2018), en diminution par rapport à 1990 (86,9 %). La répartition détaillée en 2018 est la suivante : 
terres arables (64 %), prairies (16,7 %), forêts (13,1 %), zones urbanisées (6,2 %). L'évolution de l’occupation des sols de la commune et de ses infrastructures peut être observée sur les différentes représentations cartographiques du territoire : la carte de Cassini (XVIIIe siècle), la carte d'état-major (1820-1866) et les cartes ou photos aériennes de l'IGN pour la période actuelle (1950 à aujourd'hui).

### Lieux-dits, hameaux et écarts
La commune ne comporte aucun hameau et tout l'habitat est groupé autour du bourg.

### Habitat et logement
En 2020, le nombre total de logements dans la commune était de 64, alors qu'il était de 71 en 2015 et de 61 en 2010.
Parmi ces logements, 82,9 % étaient des résidences principales, 14 % des résidences secondaires et 3,1 % des logements vacants. Ces logements étaient pour 98,4 % d'entre eux des maisons individuelles et pour 0 % des appartements.
Le tableau ci-dessous présente la typologie des logements à Moutonneau en 2020 en comparaison avec celle de la Charente et de la France entière. Une caractéristique marquante du parc de logements est ainsi une proportion de résidences secondaires et logements occasionnels (14 %) supérieure à celle du département (6,3 %) et à celle de la France entière (9,7 %). Concernant le statut d'occupation de ces logements, 80,8 % des habitants de la commune sont propriétaires de leur logement (85,7 % en 2015), contre 66,9 % pour la Charente et 57,5 pour la France entière.
| Typologie                                               | Moutonneau | Charente | France entière |
| ------------------------------------------------------- | ---------- | -------- | -------------- |
| Résidences principales (en %)                           | 82,9       | 83,1     | 82,1           |
| Résidences secondaires et logements occasionnels (en %) | 14         | 6,3      | 9,7            |
| Logements vacants (en %)                                | 3,1        | 10,6     | 8,2            |

### Voies de communication et transports
La RN 10 entre Angoulême et Poitiers passe en limite de son territoire à l'ouest, à 3,5 km du bourg. La D 56 qui longe la rive droite de la Charente traverse la commune du nord au sud, et le bourg en retrait est desservi par la RD 336.
La station de chemin de fer  la plus proche est la gare de Luxé à 10 km, desservie par des TER à destination d'Angoulême, Poitiers et Bordeaux.

### Risques naturels et technologiques
Le territoire de la commune de Moutonneau est vulnérable à différents aléas naturels : météorologiques (tempête, orage, neige, grand froid, canicule ou sécheresse), inondations et séisme (sismicité modérée). Il est également exposé à deux risques technologiques,  le transport de matières dangereuses et la rupture d'un barrage. Un site publié par le BRGM permet d'évaluer simplement et rapidement les risques d'un bien localisé soit par son adresse soit par le numéro de sa parcelle.

#### Risques naturels
Certaines parties du territoire communal sont susceptibles d’être affectées par le risque d’inondation par débordement de cours d'eau, notamment la Charente. La commune a été reconnue en état de catastrophe naturelle au titre des dommages causés par les inondations et coulées de boue survenues en 1982, 1983, 1993, 1999 et 2013,.

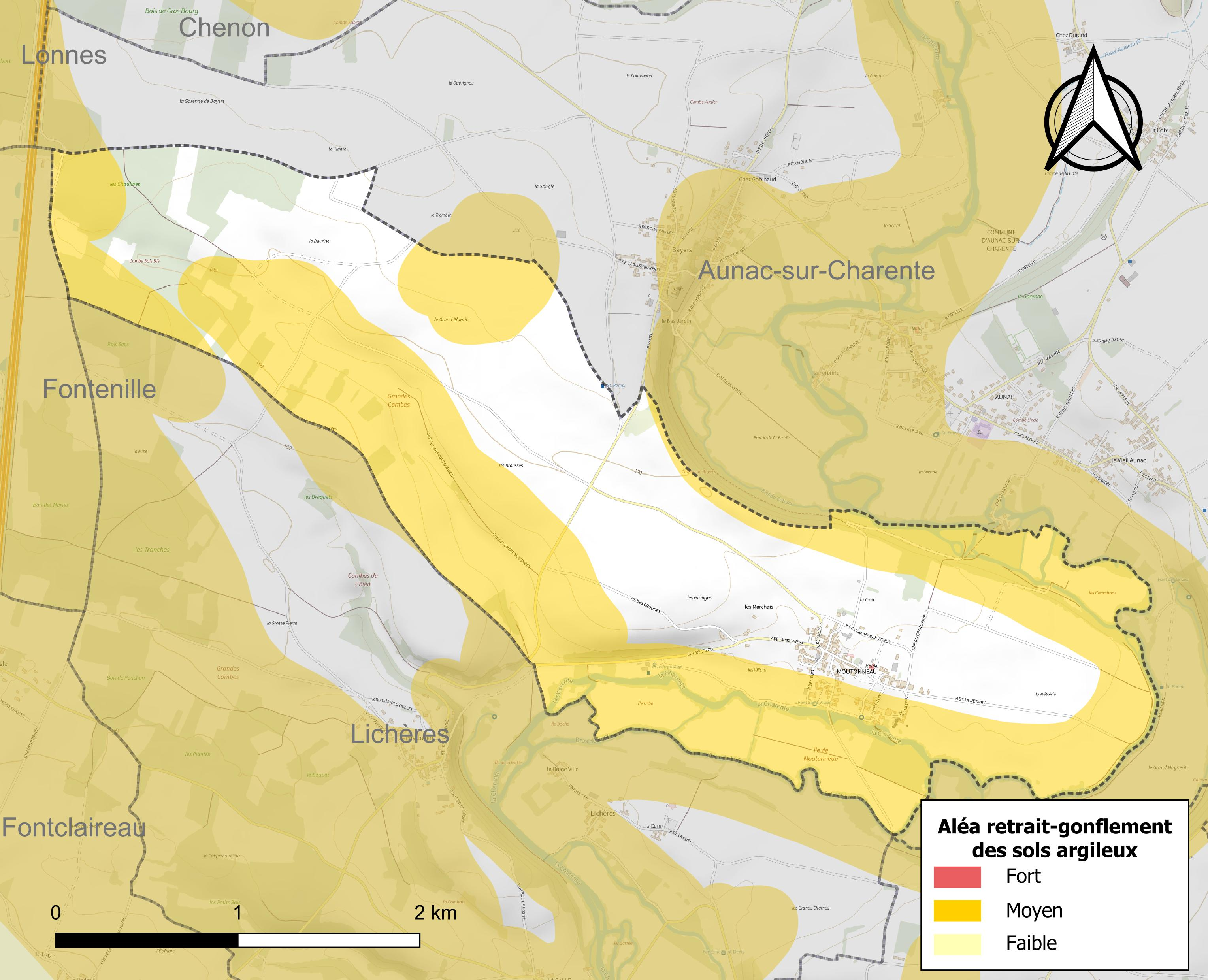
Carte des zones d'aléa retrait-gonflement des sols argileux de Moutonneau.

Le retrait-gonflement des sols argileux est susceptible d'engendrer des dommages importants aux bâtiments en cas d’alternance de périodes de sécheresse et de pluie. 57,2 % de la superficie communale est en aléa moyen ou fort (67,4 % au niveau départemental et 48,5 % au niveau national). Sur les 69 bâtiments dénombrés sur la commune en 2019,  19 sont en aléa moyen ou fort, soit 28 %, à comparer aux 81 % au niveau départemental et 54 % au niveau national. Une cartographie de l'exposition du territoire national au retrait gonflement des sols argileux est disponible sur le site du BRGM,.
Par ailleurs, afin de mieux appréhender le risque d’affaissement de terrain, l'inventaire national des cavités souterraines permet de localiser celles situées sur la commune.
Concernant les mouvements de terrains, la commune a été reconnue en état de catastrophe naturelle au titre des dommages causés par des mouvements de terrain en 1999.

#### Risques technologiques
Le risque de transport de matières dangereuses sur la commune est lié à sa traversée par une ou des infrastructures routières ou ferroviaires importantes ou la présence d'une canalisation de transport d'hydrocarbures. Un accident se produisant sur de telles infrastructures est susceptible d’avoir des effets graves sur les biens, les personnes ou l'environnement, selon la nature du matériau transporté. Des dispositions d’urbanisme peuvent être préconisées en conséquence.
La commune est en outre située en aval du barrage de Mas Chaban, un ouvrage de classe A. À ce titre elle est susceptible d’être touchée par l’onde de submersion consécutive à la rupture de cet ouvrage.

## Toponymie
Les formes anciennes sont Mustonello en 1309, Mutonello.
Le nom de Moutonneau est un diminutif en -ello de celui de Mouton, dont l'origine remonterait à un nom de personne gaulois Multo- (dont dérive aussi le français « mouton »).

## Histoire
L'histoire de la paroisse de Moutonneau est liée à celle de sa voisine, Mouton.

### Temps modernes
Au bourg de Moutonneau, l'ancien logis du XVIe siècle était le siège d'une seigneurie dépendant de la baronnie de Verteuil.
Au XVIIe siècle, cette seigneurie était la propriété de la famille Jay, qui possédait également le fief de Puypatrot, dans la paroisse de Taizé-Aizie. Au XVIIIe siècle, Moutonneau passa par mariage à la famille d'Esparbès de Lussan.
Les plus anciens registres paroissiaux remontent à 1681, mais comportent de nombreuses lacunes.

### Époque contemporaine
Les terres qui dépendaient du château de Moutonneau étaient assez étendues et ne furent morcelées et mises en vente qu'en 1875.
Au début du XXe siècle tournait encore sur la Charente un moulin à blé, qui était autrefois le moulin banal de la paroisse et qui dépendait du logis seigneurial.
Le 1er janvier 2025, la commune rejoint la commune nouvelle d'Aunac-sur-Charente.

## Politique et administration

### Rattachements administratifs et électoraux

#### Rattachements administratifs
La commune se trouve depuis 1926 dans l'arrondissement d'Angoulême du département de la Charente.
Elle faisait partie depuis 1793 du canton de Mansle. Dans le cadre du redécoupage cantonal de 2014 en France, cette circonscription administrative territoriale a disparu, et le canton n'est plus qu'une circonscription électorale.

#### Rattachements électoraux
Pour les élections départementales, la commune fait partie depuis 2014 du canton de Boixe-et-Manslois
Pour l'élection des députés, elle fait partie de la troisième circonscription de la Charente.

### Intercommunalité
Moutonneau était membre de la communauté de communes du Pays Manslois, un établissement public de coopération intercommunale (EPCI) à fiscalité propre créé fin 1994  et auquel la commune avait transféré un certain nombre de ses compétences, dans les conditions déterminées par le code général des collectivités territoriales.
Dans le cadre des dispositions de la loi portant nouvelle organisation territoriale de la République du 7 août 2015, qui prévoit que les établissements publics de coopération intercommunale (EPCI) à fiscalité propre doivent avoir un minimum de 15 000 habitants, cette intercommunalité a fusionné avec ses voisines pour former, le 1er janvier 2017, la communauté de communes Cœur de Charente, dont est désormais membre la commune.

### Liste des maires
| Période                                  | Période                        | Identité         | Étiquette | Qualité                                        |
| ---------------------------------------- | ------------------------------ | ---------------- | --------- | ---------------------------------------------- |
| Les données manquantes sont à compléter. |                                |                  |           |                                                |
|                                          |                                |                  |           |                                                |
| mars 2001                                | mars 2008                      | Jean-Claude Beau |           |                                                |
| mars 2008                                | juillet 2020                   | Nathalie Beau    | SE        | Agricultrice                                   |
| juillet 2020                             | mai 2022                       | Jean-Yves Beau   |           | Ingénieur Démissionnaire                       |
| juin 2022                                | mars 2023                      | Marc Naffrichoux |           | Technicien Démissionnaire                      |
| juin 2023                                | En cours (au 30 novembre 2023) | Céline Bouysset  |           | Cadre administratif ou commercial d'entreprise |

## Équipements et services publics

### Espaces publics
Dans son palmarès 2024, le Conseil national de villes et villages fleuris de France a attribué une fleur à la commune.

## Population et société

### Démographie

#### Évolution démographique
L'évolution du nombre d'habitants est connue à travers les recensements de la population effectués dans la commune depuis 1793. Pour les communes de moins de 10 000 habitants, une enquête de recensement portant sur toute la population est réalisée tous les cinq ans, les populations de référence des années intermédiaires étant quant à elles estimées par interpolation ou extrapolation. Pour la commune, le premier recensement exhaustif entrant dans le cadre du nouveau dispositif a été réalisé en 2007.

En 2022, la commune comptait 104 habitants, en évolution de −6,31 % par rapport à 2016 (Charente : −0,48 %, France hors Mayotte : +2,11 %).
| 1793 | 1800 | 1806 | 1821 | 1831 | 1841 | 1846 | 1851 | 1856 |
| ---- | ---- | ---- | ---- | ---- | ---- | ---- | ---- | ---- |
| 280  | 281  | 316  | 276  | 294  | 262  | 255  | 250  | 225  |

| 1861 | 1866 | 1872 | 1876 | 1881 | 1886 | 1891 | 1896 | 1901 |
| ---- | ---- | ---- | ---- | ---- | ---- | ---- | ---- | ---- |
| 228  | 213  | 219  | 220  | 202  | 219  | 220  | 218  | 214  |

| 1906 | 1911 | 1921 | 1926 | 1931 | 1936 | 1946 | 1954 | 1962 |
| ---- | ---- | ---- | ---- | ---- | ---- | ---- | ---- | ---- |
| 199  | 202  | 174  | 166  | 151  | 145  | 112  | 111  | 100  |

| 1968 | 1975 | 1982 | 1990 | 1999 | 2006 | 2007 | 2012 | 2017 |
| ---- | ---- | ---- | ---- | ---- | ---- | ---- | ---- | ---- |
| 108  | 133  | 116  | 121  | 123  | 106  | 103  | 104  | 115  |

| 2022 | - | - | - | - | - | - | - | - |
| ---- | - | - | - | - | - | - | - | - |
| 104  | - | - | - | - | - | - | - | - |

#### Pyramide des âges
La population de la commune est relativement âgée.
En 2018, le taux de personnes d'un âge inférieur à 30 ans s'élève à 30,4 %, soit au-dessus de la moyenne départementale (30,2 %). À l'inverse, le taux de personnes d'âge supérieur à 60 ans est de 40,9 % la même année, alors qu'il est de 32,3 % au niveau départemental.
En 2018, la commune comptait 61 hommes pour 55 femmes, soit un taux de 52,59 % d'hommes, largement supérieur au taux départemental (48,41 %).
Les pyramides des âges de la commune et du département s'établissent comme suit.
| Hommes | Classe d’âge | Femmes |
| ------ | ------------ | ------ |
| 1,7    | 90 ou +      | 0,0    |
| 10,0   | 75-89 ans    | 12,7   |
| 25,0   | 60-74 ans    | 32,7   |
| 18,3   | 45-59 ans    | 20,0   |
| 11,7   | 30-44 ans    | 7,3    |
| 18,3   | 15-29 ans    | 16,4   |
| 15,0   | 0-14 ans     | 10,9   |

| Hommes | Classe d’âge | Femmes |
| ------ | ------------ | ------ |
| 1      | 90 ou +      | 2,7    |
| 9,2    | 75-89 ans    | 12     |
| 20,6   | 60-74 ans    | 21,3   |
| 20,7   | 45-59 ans    | 20,3   |
| 16,8   | 30-44 ans    | 16     |
| 15,6   | 15-29 ans    | 13,4   |
| 16,1   | 0-14 ans     | 14,3   |

## Économie

### Agriculture
La viticulture occupe une petite partie de l'activité agricole. La commune est située dans les Bons Bois, dans la zone d'appellation d'origine contrôlée du cognac.

## Culture locale et patrimoine

### Lieux et monuments
- L'église est accessible par le cimetière, dans le bourg.
- Le château de Moutonneau est composé d'un vaste corps de logis flanqué de deux tours rondes coiffées de poivrières. La façade présente une tour polygonale avec une porte à décor flamboyant. D'autres bâtiments plus récents et les restes du donjon du XIVe siècle complètent cet ensemble[42].

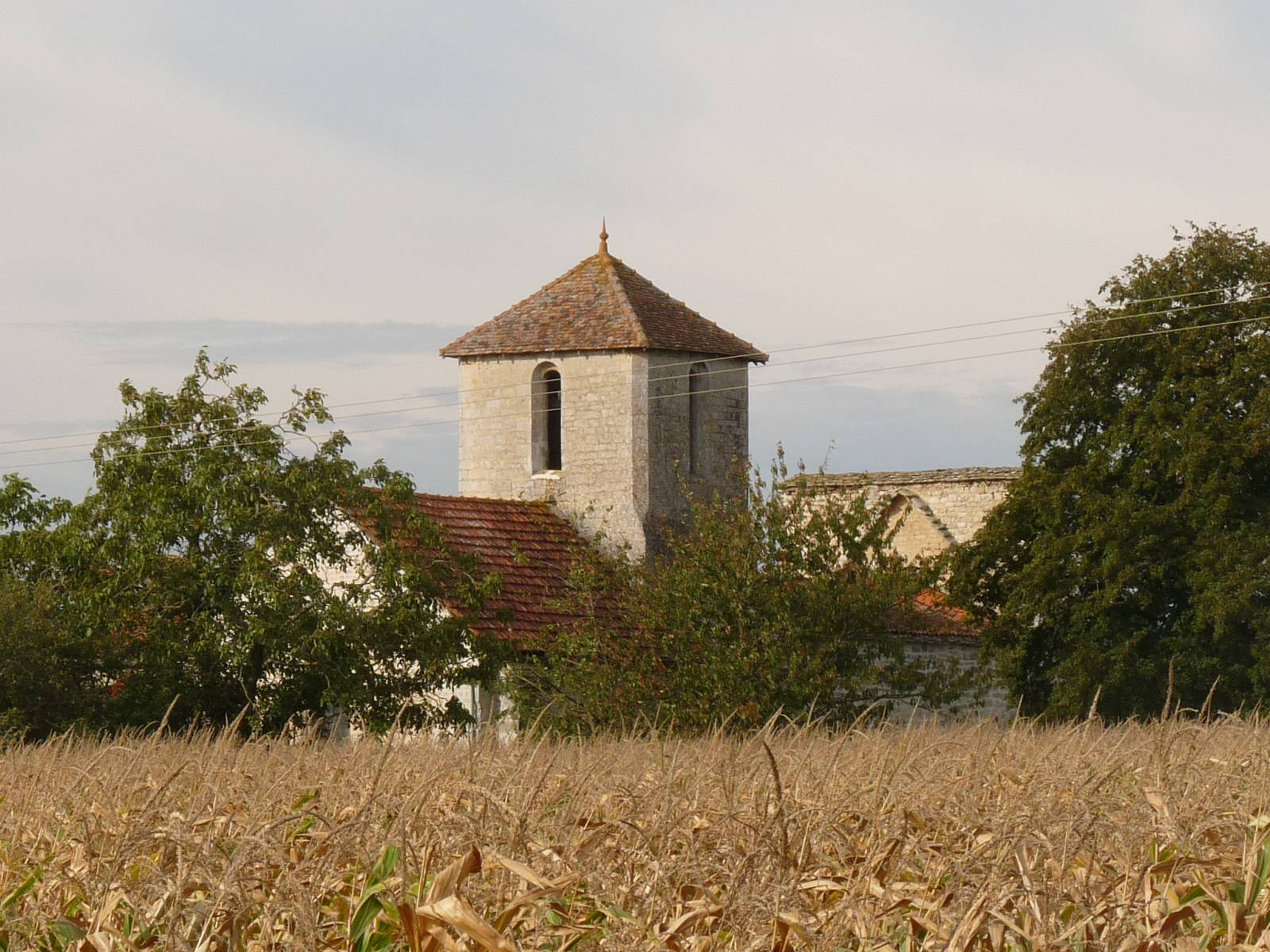
L'église vue de la mairie.
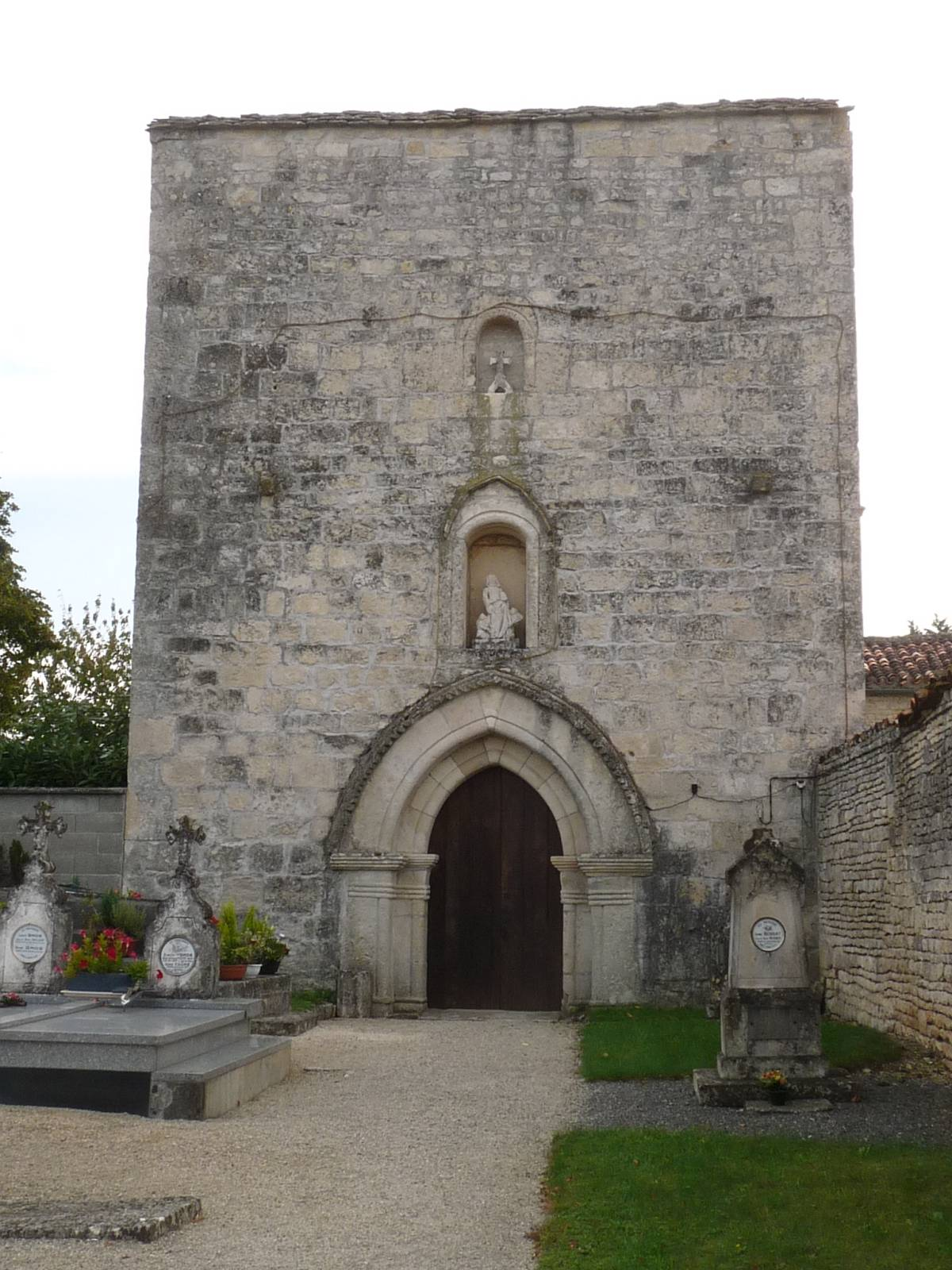
Façade de l'église.

## Pour approfondir